# Енеко Арієта
Енеко Арієта-Араунабенья П'єдра (ісп. Eneko Arieta-Araunabeña Piedra; 21 серпня 1933, Дуранго, Іспанія — 27 грудня 2004, Гальдакао) — іспанський футболіст, що грав на позиції нападника.
Виступав за клуб «Атлетік Більбао», а також за національну збірну Іспанії.
Чемпіон Іспанії. Триразовий володар кубка Іспанії з футболу.

## Клубна кар'єра
Вихованець юнацької команди клубу "Атлетік Більбао.
У дорослому футболі дебютував 1951 року виступами за команду клубу «Атлетік Більбао», кольори якої і захищав протягом усієї кар'єри гравця, що тривала цілих шістнадцять років. У складі «Атлетика» був одним з головних бомбардирів команди, забивши за неї 162 голи в 300 матчах у різних турнірах. За цей час виборов титул чемпіона Іспанії і тричі здобував Кубок Короля.

## Виступи за збірну
1955 року дебютував в офіційних матчах у складі національної збірної Іспанії. Протягом кар'єри у національній команді, яка тривала 1 рік, провів у формі головної команди країни 3 матчі, забивши 2 голи.

## Досягнення
- Чемпіон Іспанії:

«Атлетік Більбао»: 1955–1956
- Володар Кубка Іспанії з футболу:

«Атлетік Більбао»: 1955, 1956, 1958